# Șpring
Șpring je obec v župě Alba v Rumunsku. Žije zde přibližně 2 400 obyvatel. Součástí obce je i pět okolních vesnic.

## Části obce
- Șpring – 733 obyvatel
- Carpen – 3[2] obyvatel
- Carpenii de Sus
- Cunța – 529 obyvatel
- Drașov – 541 obyvatel
- Vingard – 551 obyvatel